# La Disparition ? (film, 2021)
Pour plus de détails, voir Fiche technique et Distribution.
La Disparition ? est un film documentaire français réalisé par Jean-Pierre Pozzi et sorti en 2021. 

## Synopsis
Témoignages de personnalités, enregistrés en 2021, sur le déclin du Parti socialiste français.

## Fiche technique
- Titre : La Disparition
- Réalisation : Jean-Pierre Pozzi
- Scénario : Julien Dray, Jean-Pierre Pozzi et Mathieu Sapin
- Photographie : Jean-Pierre Pozzi
- Son : Alexandre Gallerand et Florent Ravalec
- Montage son : Alexandre Hernandez
- Montage : Cyril Besnard
- Musique : Alexis Rault
- Production : Nolita Cinéma
- Pays de production :  France
- Genre : documentaire
- Durée : 85 minutes
- Date de sortie : France - 9 février 2022

## Accueil critique
Selon Jean-Philippe Guerand, dans l'Avant-scène cinéma, « malgré sa fâcheuse allure de faire-part de décès, et en dépit de la sincérité incontestable de ses intervenants qui se penchent sur ce cadavre à la renverse, La Disparition ? est un travail de deuil nécessaire ».
Sophie de Ravinel note dans Le Figaro, que « dans ce film de Jean-Pierre Pozzi, on découvre ou redécouvre une figure de l’ombre, Gérard Colé, conseiller de François Mitterrand avant 1981 et de longues années ensuite ».
Dans Le Monde, Jacques Mandelbaum regrette que le film « s’intéresse moins [au travail de Mathieu Sapin] proprement dit qu’au sujet auquel il se consacre ».

## Sélection
- Festival Les Œillades d'Albi 2021[4]
- Festival D'Angoulème 2021 section  "Coup de coeur"
- Festival Cinémania 2021 Montreal